# مارسلو استجیانو
مارسلو استجیانو (اسپانیایی: Marcelo Asteggiano‎؛ زادهٔ ۴ اوت ۱۹۶۵) بازیکن سابق و مربی فوتبال اهل آرژانتین بود.
از باشگاه‌هایی که در آن بازی کرده‌است می‌توان به باشگاه فوتبال راسینگ کلوب آویاندا اشاره کرد.